# Montinjan
Montinjan este o localitate din comuna Koper, Slovenia, cu o populație de 63 de locuitori.